# Żleb pod Kogutkami

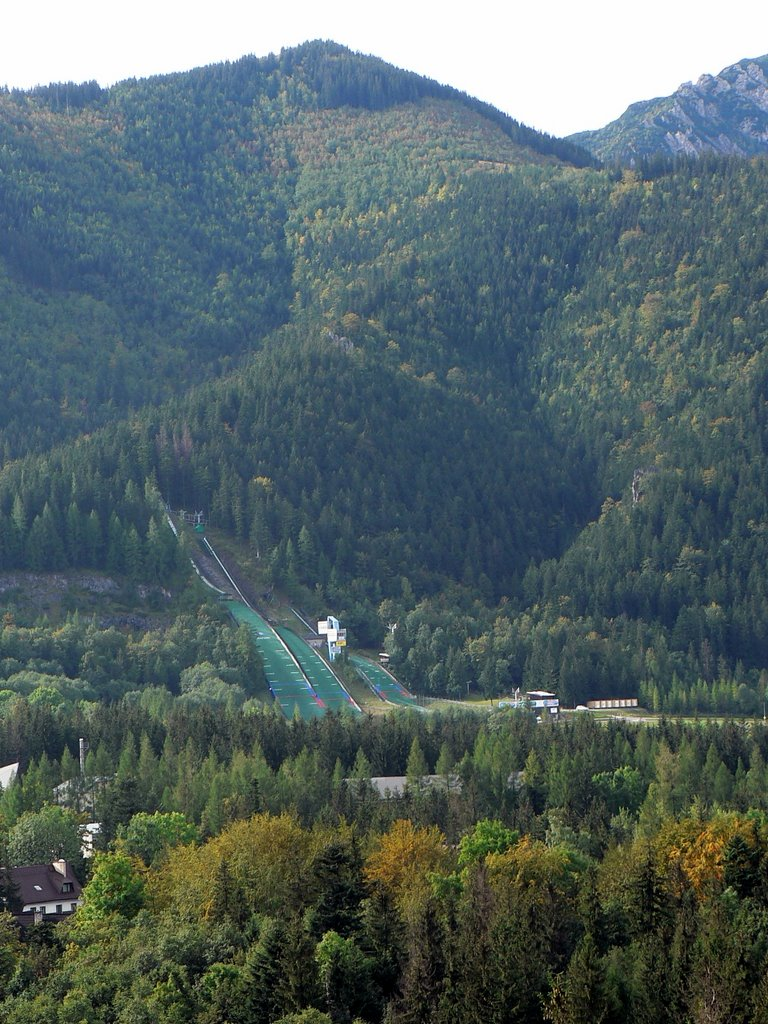
Po prawej Żleb pod Kogutkami, po lewej Dolina nad Capkami

Żleb pod Kogutkami – niewielka dolina reglowa w Tatrach Zachodnich, wcięta w północne zbocza Krokwi (1378 m). Otoczona jest przez grzbiety odchodzące z rozwidlającego się północno-zachodniego ramienia Krokwi. Wylot znajduje się na wysokości 920 m, pomiędzy kompleksem skoczni narciarskich Średniej Krokwi a Wielką Krokwią. Od strony zachodniej żleb sąsiaduje z Doliną Białego, od wschodu z Doliną nad Capkami. Żleb wznosi się w kierunku południowym (z lekkim odchyleniem na zachód), ma długość około 700 metrów i jest w całości porośnięty lasem. Nie prowadzą nim żadne szlaki turystyczne.
Podłożem geologicznym Żlebu pod Kogutkami są w większej części wapienie dolomityczne, przy wylocie natomiast eoceńskie wapienie numulitowe. Zbocza są w większości strome, a dno bez cieku wodnego. W grzbiecie ograniczającym dolinkę od wschodu wznosi się grupa skał zwana Jastrzębią Turnią (1090 m), w grzbiecie zachodnim natomiast Kogutki (1009 m), od których pochodzi nazwa żlebu.